# Gemini 7
Gemini 7 (GT-7) war ein bemannter Weltraumflug im Rahmen des US-amerikanischen Gemini-Programms.

## Die Mannschaft
Kurz nach der Landung von Gemini 4, am 1. Juli 1965, gab die NASA bekannt, dass die Ersatzmannschaft von Gemini 4 das Raumschiff Gemini 7 übernehmen würde. Kommandant sollte Frank Borman werden, als Pilot wurde Jim Lovell eingeteilt. Für beide war es der erste Weltraumflug.
Die Ersatzmannschaft bestand aus Edward H. White, der mit Gemini 4 den ersten Außenbordeinsatz eines Amerikaners unternommen hatte, und Mike Collins. Mit Collins wurde zum ersten Mal ein Astronaut der dritten Auswahlgruppe für einen Flug nominiert.
Verbindungssprecher (Capcom) waren Charles Bassett und Elliot See, die als Besatzung für Gemini 9 im folgenden Jahr vorgesehen waren, Eugene Cernan aus der Gemini-9-Ersatzmannschaft und der Neuling Alan Bean aus der dritten Astronautengruppe.

## Die Vorbereitung
Gemini 7 sollte ein Langzeitflug werden. Borman und Lovell sollten den neuen Raumanzug testen. Zum ersten Mal sollte es möglich sein, den Anzug während bestimmter Phasen abzulegen. Der neue Anzug war aber nicht für lange Zeiten im Vakuum ausgelegt. Sollte ein Leck im Raumschiff auftreten, müsste die Mission abgebrochen und eine Notlandung eingeleitet werden.
Das Gemini-Raumschiff wurde am 9. Oktober in Cape Kennedy angeliefert, wo die Vorbereitungen für den Start von Gemini 6 voll im Gang waren. Dieser Start war für den 25. Oktober vorgesehen, wurde dann aber abgesagt, weil der Zielsatellit GATV-6 nicht in die Erdumlaufbahn gebracht werden konnte.
Drei Tage später gab Präsident Lyndon B. Johnson bekannt, dass Gemini 6 und Gemini 7 eine Doppelmission erfüllen würden: das erste gesteuerte Rendezvous bemannter Raumschiffe.
Nachdem die Rakete von Gemini 6 wieder abgebaut wurde, konnte die Titan-Rakete für Gemini 7 schon am 29. Oktober am Startkomplex 19 aufgerichtet werden und am 11. November wurde das Raumschiff montiert.
Ein 14-Tage-Flug stellte andere Anforderungen an das Raumschiff als bisher, so musste z. B. genügend Stauraum für Abfall gefunden werden. Eine weitere Neuerung betraf die Arbeitszeiten. Die Astronauten von Gemini 4 und Gemini 5 hatten darauf hingewiesen, dass es praktisch unmöglich sei, abwechselnd zu schlafen. Deshalb wurde der Arbeits- und Schlafrhythmus für Gemini 7 an den Erdtag angepasst.
Aufgrund der langen Flugdauer konnten die Astronauten verschiedene wissenschaftliche, vor allem medizinische Experimente durchführen.

## Flugverlauf

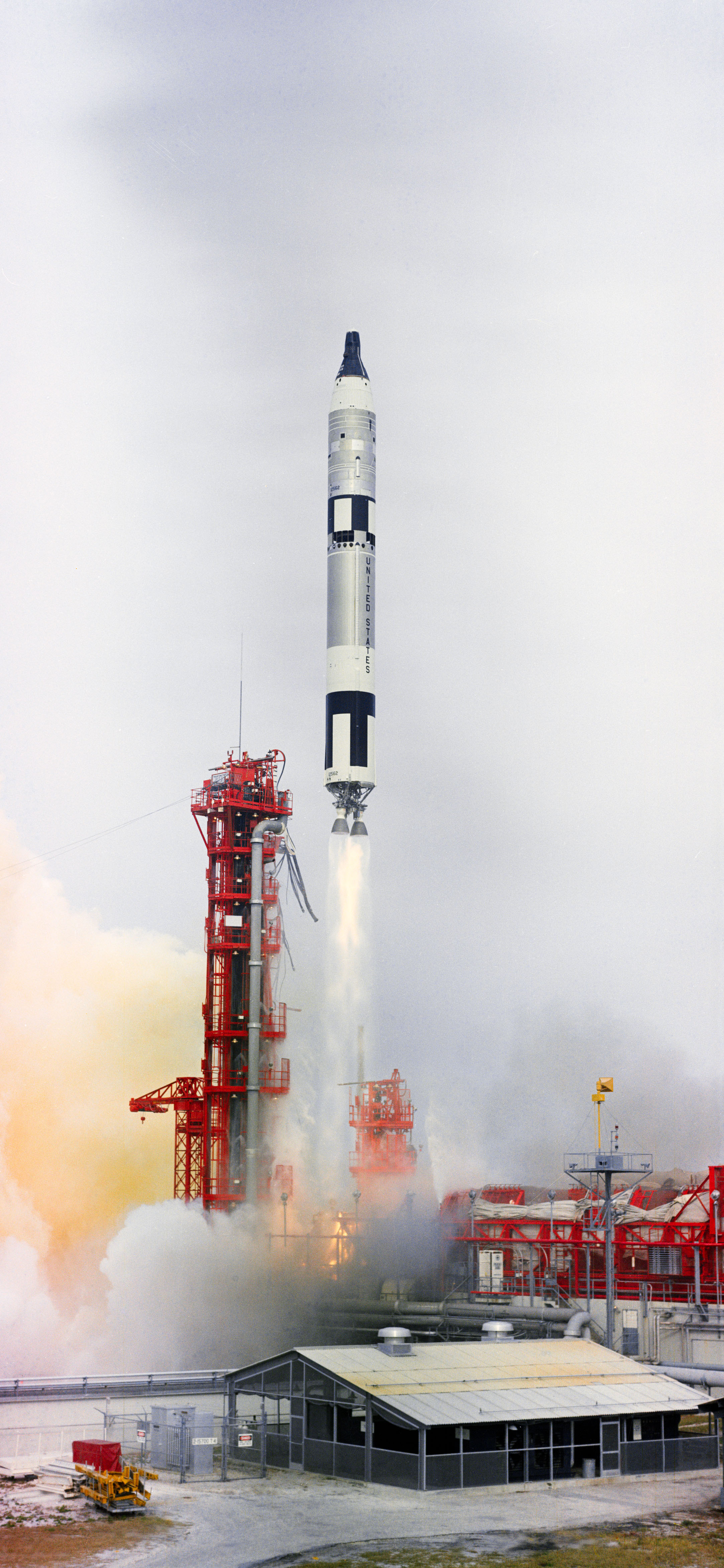
Gemini 7 – Start

Gemini 7 startete am 4. Dezember 1965. Kurz nach der Trennung von der Titan-Rakete wendete Borman das Raumschiff und führte ein Rendezvous mit der zweiten Raketenstufe durch, die hinter ihnen zurückgeblieben war. Durch Treibstoff, der aus einer Leitung ausströmte, wurde die Stufe jedoch in Taumelbewegungen versetzt, so dass Borman sich der Oberstufe nur auf 15 Meter näherte, um das eigene Raumschiff nicht zu gefährden.
Während der nächsten Tage war stets einer der Astronauten im Raumanzug, der andere arbeitete und schlief in langer Unterwäsche. Das führte aber dazu, dass sich immer einer der beiden unwohl fühlte, denn die Klimaanlage konnte nicht beiden Bekleidungen gerecht werden.
Aus Sicherheitsgründen verlangte die Flugleitung, dass zu keiner Zeit beide Astronauten ohne Raumanzug seien. Nach mehreren Tagen aber erhielten die Astronauten endlich die Erlaubnis, beide den Raumanzug abzulegen, außer während des Rendezvous mit Gemini 6A und während der Wiedereintrittphase.
Während des Gemini 7-Flugs wurden bei dem Astronauten Bormann EEG-Messungen durchgeführt (Maulsby 1966).
Am 15. Dezember startete Gemini 6A (die Mission wurde von 6 in 6A umbenannt, um die Änderung der Missionsziele herauszustellen). Schon nach wenigen Stunden wurde das Rendezvous durchgeführt. Die beiden Raumschiffe näherten sich einander auf 30 cm. Die Gemini-Raumschiffe ließen sich mühelos steuern.
Die Landung erfolgte am 18. Dezember nach 330 Stunden, 35 Minuten und 1 Sekunde Flug. Borman und Lovell wurden mit einem Helikopter an Bord der Wasp gebracht. Dieses Schiff hatte zwei Tage zuvor auch Gemini 6 geborgen.

## Bedeutung für das Gemini-Projekt

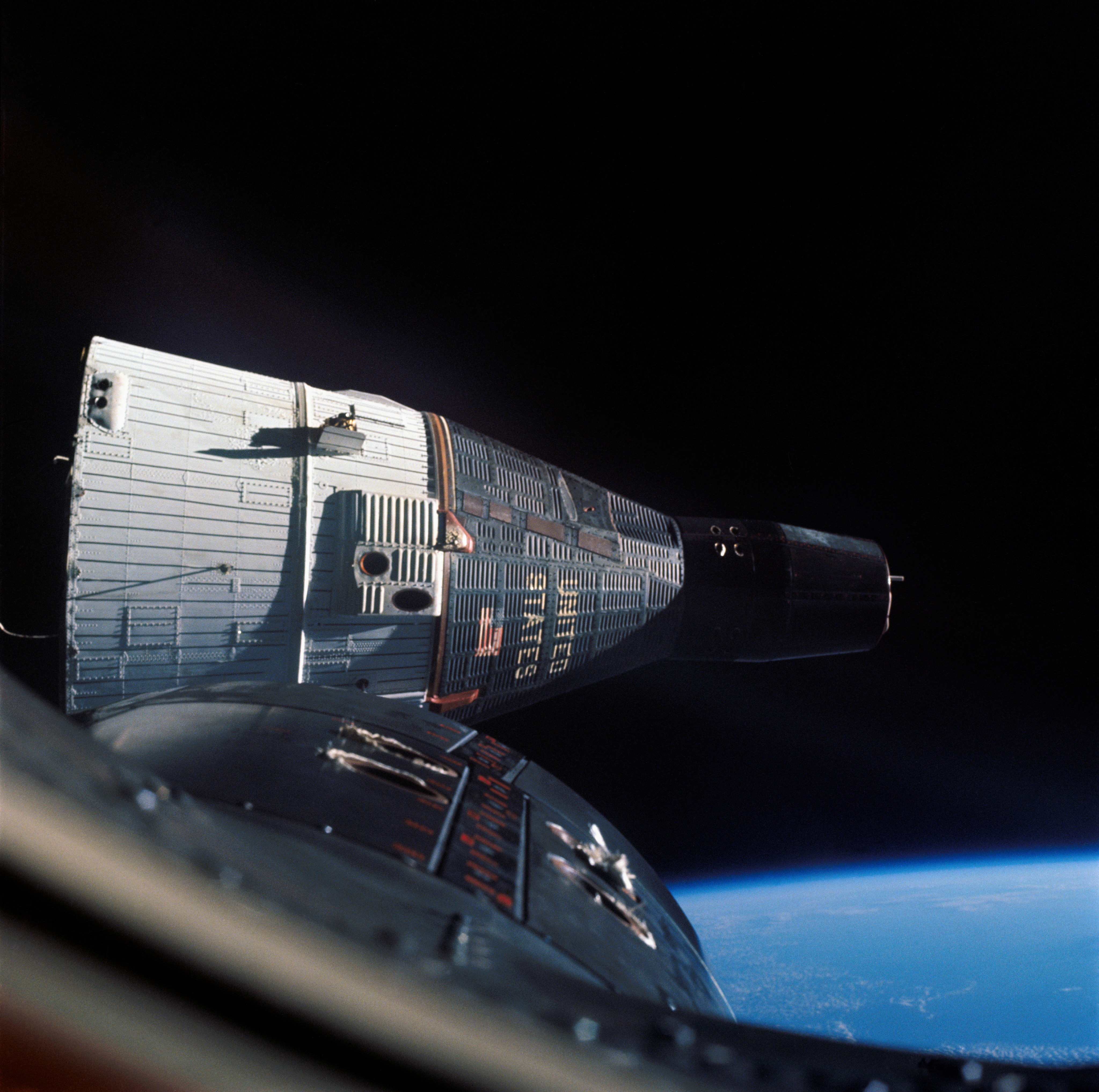
Blick auf Gemini 7 während des Rendezvous

Der Flug von Gemini bedeutete einen neuen Langzeitrekord in der bemannten Raumfahrt, der erst 1970 von Sojus 9 gebrochen werden sollte. Es zeigte sich, dass sich die Astronauten ohne medizinische Probleme länger in der Schwerelosigkeit aufhalten konnten, als für einen Mondflug benötigt wurde. Auch die Rückkehr in die irdische Schwerkraft erfolgte ohne langwierige Umgewöhnung.
Auch aus technischer Sicht waren die Gemini-Raumschiffe langzeittauglich. Ihre feine Manövrierfähigkeit hatten sie unter Beweis gestellt.
Der Doppelflug von Gemini 6 und Gemini 7 beendete nicht nur das Jahr 1965, die Flüge bedeuteten auch die Halbzeit im Gemini-Programm, das bisher ohne große Probleme erfolgreich verlaufen war. Man hatte einen Außenbordeinsatz und ein Rendezvous bemannter Raumschiffe durchgeführt. Das neue Jahr sollte mit Gemini 8 als weiteren Höhepunkt eine Kopplung zweier Raumfahrzeuge in der Erdumlaufbahn bringen. Für die Außenbordeinsätze gab es noch einiges zu tun. Der Ausstieg von Edward White war nur ein kurzer Ausflug, und es musste auf jeden Fall noch überprüft werden, wie Astronauten längere Zeit außer Bord arbeiten könnten.